# Morpeth
Morpeth è una cittadina di 14 017 abitanti, capoluogo della contea del Northumberland, in Inghilterra.

## Monumenti e luoghi d'interesse

### Architetture militari
- Rovine del castello di Morpeth (metà del XIV secolo)[1][2]